# بال‌های تیره، سخنان تیره
«بال‌های تیره، سخنان تیره» (انگلیسی: Dark Wings, Dark Words) قسمت دوم از فصل سومِ مجموعهٔ تلویزیونیِ خیال‌پردازانهٔ بازی تاج‌وتخت و قسمت ۲۲ از کلِ این سریال است.
فیلم‌نامه‌نویس‌های این قسمت ونسا تیلور و کارگردان آن دانیل میناهان است و این قسمت در ۷ آوریل ۲۰۱۳ منتشر شد.
عنوان این سریال، از ضرب‌المثلی داستانی و قدیمی دربارهٔ غُراب‌های نامه‌بر گرفته شده‌است که بیشتر خبرهای ارسال‌شده توسط این پرندگان سیاه، خبرهای ناگوار و بدی هستند. در این قسمت، راب استارک خبری را دریافت می‌دارد که «هاستر تالی» مرده‌است و وینترفل غارت شده و برن و ریکن ناپدید شده‌اند.